# Tasha St Louis
Tasha St Louis, född 20 december 1983, är en fotbollsspelare från Trinidad och Tobago (anfallare) som spelar i Sunnanå SK sedan säsongen 2009.